# 日本国铁EF52型电力机车
EF52型电力机车（日语：EF52形電気機関車）是日本铁路的第一代国产干线电力机车车型之一，由日立製作所、芝浦製作所、汽車製造、三菱電機等企业联合设计制造，适用于供电制式为1500伏直流电的电气化铁路。

## 历史

### EF52
1920年代，随着东海道本线、横须贺线等铁路干线完成电气化改造，日本铁道省先后从美国、英国、瑞士引进了ED10、ED11、ED12、EF50、EF51等各种形式的电力机车。然而，这些进口电力机车可靠程度不一，而且车型众多，各种车型数量也不大，对检修维护造成了一定困难。与此同时，日立制作所已经在1925年成功试制了ED15型电力机车，证明日本具有研制国产电力机车的生产能力。
在此背景之下，铁道省于1925年作出了开发标准化国产电力机车的决定，并以运用情况良好、从美国进口的EF51、ED53型电力机车为基础。新型电力机车由日立製作所、芝浦製作所、汽車製造、三菱電機、川崎车辆等企业合作开发和试制，机车总体设计由铁道省负责。机车的牵引电气系统主要吸收自西屋电气公司的EF51型电力机车，辅助机械设备主要由芝浦製作所和通用电气公司合作研制。1927年（昭和2年）5月，机车的技术设计全面展开。
1928年5月，首台EF52型电力机车完成试制，并于同年6月在东海道本线东京至国府津区段进行了试运行，完成试验后开始投入小批量生产。至1931年（昭和6年）停产为止，共生产了9台EF52型电力机车（EF52 1～EF52 9），其中最后两台机车为了提高高速性能而降低了其齿轮传动比，并于1932年（昭和7年）改称为EF54型电力机车（EF54 1～EF54 2）。EF52型电力机车的技术方案经过慎重考虑，以适应日本当时机车车辆工业的技术水平。虽然机车的可靠性和性能方面并不完全令人满意，但其设计的基本方向是合适的，并为以后的标准化电力机车奠定了基础。
EF52型电力机车投入运用初期，均配属于国府津机关区，主要担当东海道本线旅客列车的牵引任务。1949年（昭和24年），EF52型电力机车改为投入阪和线和中央东线运用，担当两线准急旅客列车的牵引任务。至后期，七台EF52型电力机车均集中配属龙华机关区，用于牵引阪和线的客货列车，至1973年（昭和48年）起逐渐被EF58型电力机车所取代。1975年（昭和50年）8月24日，随着EF52-7号机车完成牵引“黑潮号”临时急行列车的告别运转，亦标志着EF52型电力机车正式告别历史舞台。
EF52-1号机车于1973年（昭和48年）正式报废后，被保存于奈良运转所的扇形车库内。1978年（昭和53年），该台机车由鹰取工场完成翻新后，移交大阪市交通科学博物馆静态保存。同年，被指定为准铁道纪念物；至2004年（平成16年）进一步升格为铁道纪念物。而EF52-7号机车于1975年（昭和50年）报废后，被保存于川崎重工业兵库工场内。

### EF54（EF14）

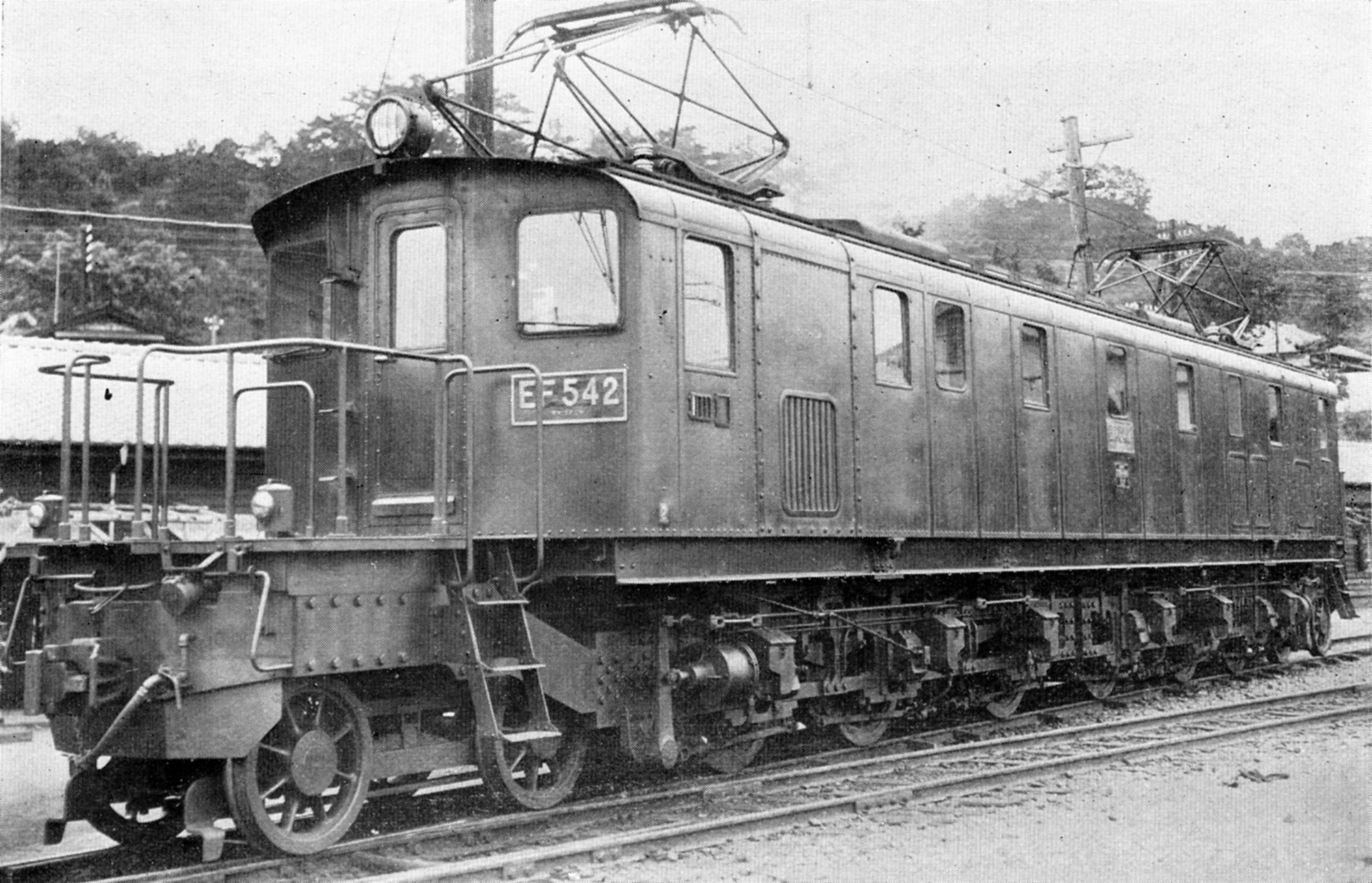
EF54-2号机车

EF52型电力机车最初主要用于牵引优等旅客列车，但牵引电路的调压级位较多，而且齿轮传动比较大（3.45），为了使列车保持较高的运行速度，牵引电动机需要长时间工作在高转速状态，因而对牵引电动机的寿命产生不良影响。1931年（昭和6年），为了改善高速区的牵引性能，在最后两台EF52型电力机车上采用了较小的齿轮传动比（2.63），机车持续速度提高至68公里/小时，持续牵引力降低到8,500公斤。1932年（昭和7年），由于这两台机车的牵引性能与其他EF52型电力机车有差异，因而改称为EF54型电力机车（EF54 1～EF54 2）。
EF54型电力机车最初主要担当东海道本线旅客列车的牵引任务。第二次世界大战期间，为了满足日本国内铁路货运量增加的需要，EF54型电力机车由濱松工场被改造为货运机车，将齿轮传动比加大到4.16，持续牵引力提高至13,300公斤。EF54-1、EF54-2号机车分别在1944年、1945年完成改造，并改称为EF14型电力机车（EF14 1～EF14 2）。
此后，两台机车均配属于甲府机关区，用于牵引中央东线的货物列车。然而，由于EF14型电力机车的轴重较轻，牵引力对于货运机车而言相对不足。随着甲府机关区开始使用EF13型电力机车，EF14型电力机车便成为了该机关区的备用机车。1960年（昭和35年），EF14型电力机车改配属吹田第二机关区，作为大阪站的调车机车使用，至1974年（昭和49年）正式报废。

## 技术特点

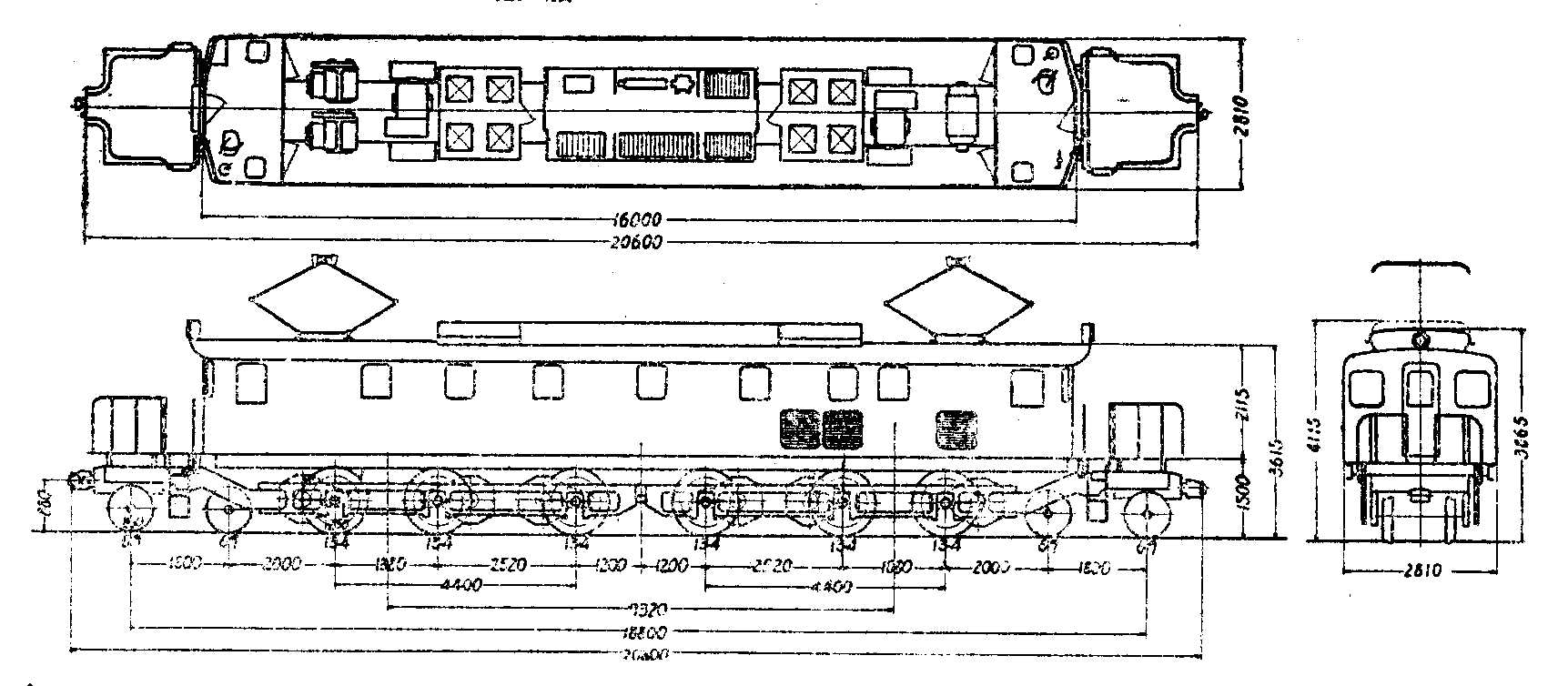
EF52型电力机车的总体布置

EF52型电力机车是干线客运用的大型直流电力机车，适用于供电制式为1500伏直流电的电气化铁路。机车采用非承载式结构的全金属箱形车体，车体各项载荷全部由底架承担，侧墙和顶盖不参与承载，车体由钢结构组件铆接而成。机车两端为露天的通过台区域，车体两端各设有一个司机室，车体中部为电气室。司机室前方中央设有一扇端门，在司机室内机车运行方向的左侧设有司机操纵台。电气室内有贯通的双侧内走廊连接两端司机室，电气室左右两侧的侧墙均开有三个通风百叶窗口和七个采光玻璃窗，车顶相对两端司机室后部上方的位置各装有一台双臂式受电弓。
EF52型电力机车继承了EF50型电力机车所采用的2Co-Co2轴式。机车走行部为两台带有导轮轮对的转向架，每台转向架包括两对导轮和三对动轮，导轮的作用是为分担车体重量，以免轴重超限。车钩和通过台直接安装在转向架构架的端梁上。两台转向架之间设有弹性联接装置，以提高机车的小半径曲线通过性能，并用于传递牵引力。悬挂装置由钢板弹簧、螺旋弹簧和均衡梁组成。
牵引电动机采用抱轴式悬挂，牵引电动机的一端安装在转向架构架上，而另一端通过抱轴承刚性抱合在车轴上。牵引电动机输出的扭矩通过一级减速齿轮传递给轮对，牵引齿轮传动比为22：76（1：3.54）。EF54型电力机车为了改善高速区的牵引性能，将齿轮比改为27：71（1：2.63），避免牵引电动机长期处于高转速状态。
EF52型电力机车是直—直流电传动的直流电力机车，通过调节起动电阻、牵引电动机的三段式串—并联转换和磁场削弱来达到调速的目的。机车起动和加速时，六台牵引电动机全部以串联连接，并逐步减少起动电阻的阻值；然后将每三台并联连接的牵引电动机为一组，两组牵引电动机以串联连接；最后六台牵引电动机全部并联连接，直至达到最高速度。为扩大机车的调速范围，在三种连接方式均可以对牵引电动机使用一级磁场削弱。
机车采用了新开发的MT17型直流串励牵引电动机，额定功率为265千瓦，额定转速为每分钟682转，额定电压为675伏特。该型电动机与30系电力动车组所使用的MT15型牵引电动机属同一系列产品，串励牵引电动机具有较软的工作特性，牵引力和速度能够按照机车运行条件自动进行调节，在低速度范围内发挥较大的扭矩。控制装置采用电磁式空气接触器实现有级调压，控制电路采用继电器实现各种控制功能和电路保护。

## 参看
- EF50型电力机车
- EF51型电力机车
- ED53型电力机车
- 日本电力机车列表